# 변화 최소화 차분 신호

변화 최소화 차분 신호(Transition Minimized Differential Signaling, TMDS)는 고속 병렬 데이터를 전송하는 기술이고 디지털 비주얼 인터페이스와 HDMI 영상 인터페이스에 사용된다.
전송기는 진보된 코딩 알고리즘 통합으로 구리 케이블로 넘처나는 전자파 방해를 감소시켰고 수신기는 짧고 저렴한 케이블만큼 긴 케이블에 흘러보내기 위해 높은 스큐 내구력을 지녀서 강력한 클럭 회복이 가능하게 되었다.
부호화는 8B/10B 부호화와 닮았다. 8비트를 나타내기 위해 10비트를 사용하는 결과는 두단계로 처리된다. 첫 번째 단계에서 각각의 비트는 원래보다 내구력을 지니도록 XOR이나 XNOR를 하지만, 첫 번째 비트는 절대로 바꾸지 않는다. 부호기는 XOR과 XNOR중 가장 적게 변하는 결과를 선택한다; 9번째 비트는 이것을 식별하도록 추가된다. 두 번째 단계에서 첫 번째 8비트를 1과 0의 평균이 균일해 지도록 부분적으로 반전한여 평균 직류 수준을 유지한다. 10번째 비트는 반전이 되었는지를 알려주도록 추가되었다.
10비트 TMDS 기호는 일반 데이터 전송 중에는 데이터 값인 8비트이고 공백 중에는 제어 신호인 2비트로 나타낼 수 있다. 전송된 10비트의 조합은 1024 종류가 가능하다:
- 460개의 조합은 256 종류가 가능한 값의 서로 다른 2개의 기호화(1개의 기호만 가지는 경우는 제외하고)처럼, 8비트 데이터 값을 나타내는 데 사용된다.
- 4개의 조합은 (수평동기나 수직동기 같은) 제어 신호의 2비트를 나타내는 데 사용된다. 심지어 동기를 잃어도 확실하게 인식할 수 있는 능력을 가지고 있어서, 해독기가 동기를 맞추는 데도 사용된다.
- 560개의 남겨진 조합은 남겨졌고 사용금지이다.

TMDS는 디지털 디스플레이 워킹 그룹의 소속인 실리콘 이미지에서 개발했다.

## 같이 보기
- S/PDIF
- 낮은 전압 차분 신호